# London Records
London Records — британский лейбл звукозаписи, основанный в 1947 году в результате раздела собственности лейбла Decca между его британским и американским филиалами. Все пластинки британской Decca Records выходили в США под маркой London Records; в свою очередь, в самой Великобритании Decca под маркой London Records выпускала по лицензии американские пластинки лейблов Imperial, Chess, Dot, Atlantic, Specialty и Sun.
В 1979 году британская Decca Records была приобретена PolyGram и лейбл London Records занял мало приметную нишу. В 1998 году PolyGram была куплена Universal Music Group, однако лейбл London Records вошёл в состав Warner Music Group, в котором находится до сих пор. Нынешнее полное название компании — «London 90 Records Ltd.».
London Records также принадлежит бо́льшая часть каталога Factory Records (приобретён в 1992 году).

## Известные исполнители, записывавшиеся на лейбле
- A
- All Saints
- The Bachelors
- Bananarama
- Bronski Beat
- Bloodstone
- Blancmange
- Teresa Brewer
- The Communards
- East 17
- Funkapolitan
- Genesis
- Goldie
- Happy Mondays
- Hothouse Flowers
- Faith No More
- Marianne Faithfull
- Fine Young Cannibals
- Jimmy Somerville
- Vera Lynn
- Los Lobos
- Marmalade
- Dannii Minogue
- Moody Blues
- The Nashville Teens
- Onslaught
- Orbital
- Shakespear's Sister
- New Order
- Rolling Stones
- Salt N Pepa
- Savoy Brown
- Michelle Shocked
- Specimen
- Sugababes
- The Communards
- The Korgis
- The Tornados
- The Turtles
- Then Jerico
- Holly Valance
- Voice of the Beehive
- Wet Wet Wet
- ZZ Top